# Бузало Віктор Йосипович
Віктор Йосипович Бузало (23 жовтня 1952, с. Катеринівка, Україна — 12 травня 2021, м. Київ, Україна) — український історик, фахівець з питань міжнаціональних відносин, геральдики, фалеристики, уніформології, вексилології. Кандидат історичних наук (1985). Член Українського геральдичного товариства. Державний службовець ІІІ рангу.
Лауреат Державної премії України в галузі науки і техніки (1999), заслужений діяч науки і техніки України (2002).

## Життєпис
Віктор Бузало народився 23 жовтня 1952 року у селі Катеринівці Лозівського району Харківської області України.
Закінчив історичний факультет Київського державного університету імені Тараса Шевченка (1975, з відзнакою). Працював стажистом-дослідником (1976–1979), молодшим та старшим науковим співробітником (1979–1990) відділу історії дружби народів СРСР Інституту історії АН УРСР, старшим науковим співробітником (1990–1992) сектора історичної географії й картографії відділу української історіографії та допоміжних історичних дисциплін Інституту історії України АН України, в Управлінні державних нагород та геральдики Адміністрації Президента України (1993–2018), заступником керівника Управління, завідувач відділу підготовки матеріалів з питань нагородження (2000–2005).
У 1992 році виступив одним із співавторів концепції системи державних нагород незалежної України.

## Нагороди
- орден Данила Галицького (2007) — за вагомий особистий внесок у державне будівництво, багаторічну сумлінну працю та високий професіоналізм[2].